# مبرهنة النهاية المركزية

في نظرية الاحتمال، تُشكِّل مبرهنات النِّهاية المركزية أو نظرية الحد المركزي (بالإنجليزية: Central limit theorem)‏ مجموعة نتائج لنظريّة الاحتمالات تنص أن مجموع عدة متغيرات عشوائية مستقلة و ومتشابهة التوزع، يميل إلى التوزع حسب توزيع احتمالي معين.
أهم هذه المبرهنات تقول: إذا كانت المتغيّرات المجموعة تملك تباينات محددة فإن المجموع يميل إلى التّوزّع طبيعيّا أي أنّه يملك توزيعا احتماليّا طبيعيّا.
تسمى مبرهنة النّهاية المركزية أيضا بالمبرهنة الأساسيّة الثّانية في الإحصاء.
لتكن X1, X2, X3,... Xn متسلسلة من الأعداد المستقلّة والمتطابقة في التوزيع
المتغير العشوائي لكل منها لديه قِيَمُهُ، و هو منتهٍ للوسط µ. و التباين σ² > 0.
تقول مبرهنة النّهاية المركزيّة: كلّما ازداد حجم العيّنة n ,فإنّ التّوزيع لمتوسط هذه المتغيرات العشوائية يقترب من التوزيع الطبيعي القياسي.

## التاريخ
كتب فرانسيس غالتون عن هذه المبرهنة.